# The Rose Bush of Memories
The Rose Bush of Memories è un cortometraggio muto del 1914 diretto da Edward Morrissey. Prodotto dalla Reliance Film Company, aveva come interpreti Earle Foxe, Miriam Cooper, Courtenay Foote.

## Trama
Quando Ogilvie ed Eleanor, due giovani innamorati che visitano sempre il suo bel giardino si sposano, il vecchio giardiniere regala loro il suo cespuglio di rose preferito che trapianta con le sue mani davanti al cottage della coppia. Ma la felicità non dura molto. I due sposi si separano e il giardiniere, temendo che il cespuglio possa venire toccato, se lo riporta nel proprio giardino. Nel frattempo, Ogilvie e Eleanor cercano ognuno per conto suo di dimenticare viaggiando. Eleanor torna per prima e si stabilisce vicino alla vecchia casa in un cottage. Qualche tempo dopo, il giardiniere vede Ogilvie in un'agenzia immobiliare che sta cercando casa. Felice di quel ritorno, il vecchio manovra per fare in modo che gli venga proposto il cottage, facendogli prendere appuntamento per il giorno dopo. Il giardiniere corre via per trapiantare il cespuglio nell'oscurità della sera davanti al cottage di Eleanor. La mattina seguente, quando Ogilvie arriva per vedere il posto, appoggia il suo cappotto sul cespuglio e, nel districarsi, vede un piccolo bagliore d'oro in mezzo alle rose e riconosce il cespuglio, dove durante il tempo felice del loro amore lui e la moglie avevano lasciato tra i rami un loro anello, pieno di ricordi felice. Alza gli occhi, per vedere, in piedi davanti a lui, Eleanor. Le loro mani si congiungono sopra i fiori profumati, ignari di essere osservati dal vecchio giardiniere che ora piange felice.

## Produzione
Il film fu prodotto dalla Reliance Film Company.

## Distribuzione
Distribuito dalla Mutual, il film - un cortometraggio di due bobine - uscì nelle sale cinematografiche statunitensi il 6 giugno 1914.